# Grzegorz (Ostroumow)
Grzegorz, imię świeckie Grigorij Ostroumow (ur. 1856, zm. 7 lipca 1947) – biskup Rosyjskiego Kościoła Prawosławnego poza granicami Rosji, arcybiskup Rosyjskiego Kościoła Prawosławnego.
Ukończył Petersburską Akademię Teologiczną. W 1885 przyjął święcenia kapłańskie. W 1889, jako spowiednik wielkiej księżnej Anastazji Michajłowny wyjechał razem z nią z Rosji. Przyczynił się do wzniesienia cerkwi w Cannes, gdzie często bywała wielka księżna, zaś po jej poświęceniu w 1895 został proboszczem parafii w Cannes. Otrzymywał kolejno godność protojereja i prawo noszenia mitry (1905).
Po rewolucji październikowej i powstaniu Rosyjskiego Kościoła Prawosławnego poza granicami Rosji przeszedł w jego jurysdykcję. W 1936 złożył wieczyste śluby zakonne i został wyświęcony na biskupa Cannes, wikariusza zachodnioeuropejskiego okręgu Kościoła. W 1938, po przekształceniach w strukturze Kościoła, otrzymał tytuł biskupa Cannes i Marsylii, zwierzchnika parafii Cerkwi zagranicznej w południowej Francji.
W 1945 zwrócił się do Rosyjskiego Kościoła Prawosławnego z prośbą o ponowne przyjęcie w jego jurysdykcję. Najprawdopodobniej jednak prośba ta nie została pozytywnie rozpatrzona. Zmarł w 1947 jako arcybiskup.